# Nino Vaccarella
Nino Vaccarella (Palermo, Sicilië, 4 maart 1933 – aldaar, 23 september 2021) was een Italiaans autocoureur.  

## Carrière

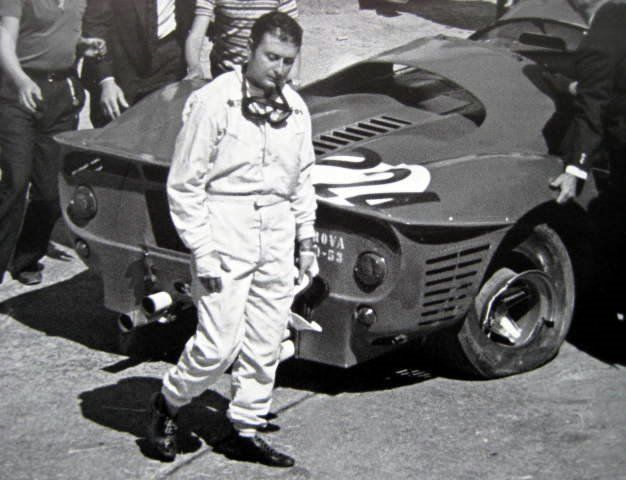
Vaccarella tijdens de Targa Florio in 1967 naast de beschadigde Ferrari 330 P4

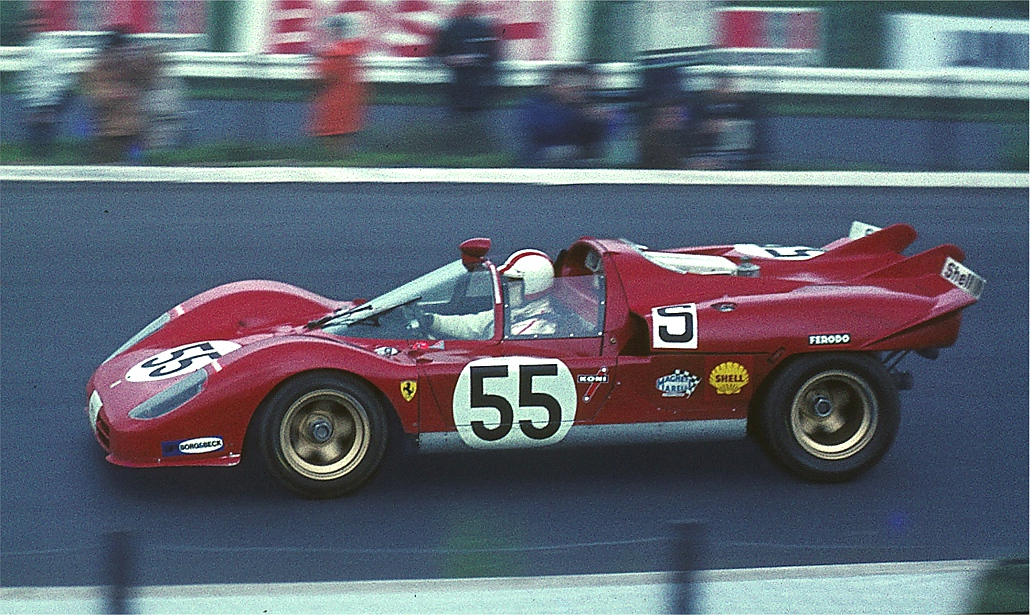
Vaccarella in de Ferrari 512 S gedurende de 1000 km van de Nürburgring in 1970

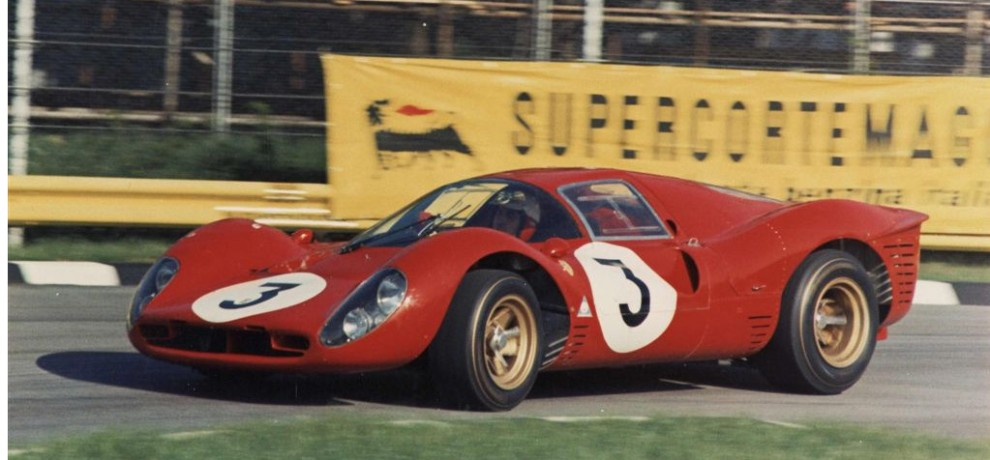
Vaccarella in de Ferrari 330 P4 in de 1000 km van Monza in 1967

Vaccarella nam tussen 1961 en 1965 deel aan vijf Grands Prix Formule 1 voor de teams Ferrari, De Tomaso, Lotus en Porsche, maar scoorde hierin geen WK-punten. 
Hij won de 24 uur van Le Mans in 1964, samen met Jean Guichet. Vaccarella was ook driemaal winnaar van de Targa Florio op Sicilië, in 1965, 1971 en 1975.
- International Standard Name Identifier: 0000 0005 0044 352X
- Library of Congress Control Number: no2019096343
- Virtual International Authority File: 2009156317454302350004
- WorldCat: E39PBJcR7Dt9RqGqtrgF9FYwYP

1. ↑  https://www.gazzetta.it/Auto/23-09-2021/morto-nino-vaccarella-preside-volante-vincitore-tre-targa-florio-4201392175213.shtml; geraadpleegd op: 24 september 2021.